# 오노 다이이치

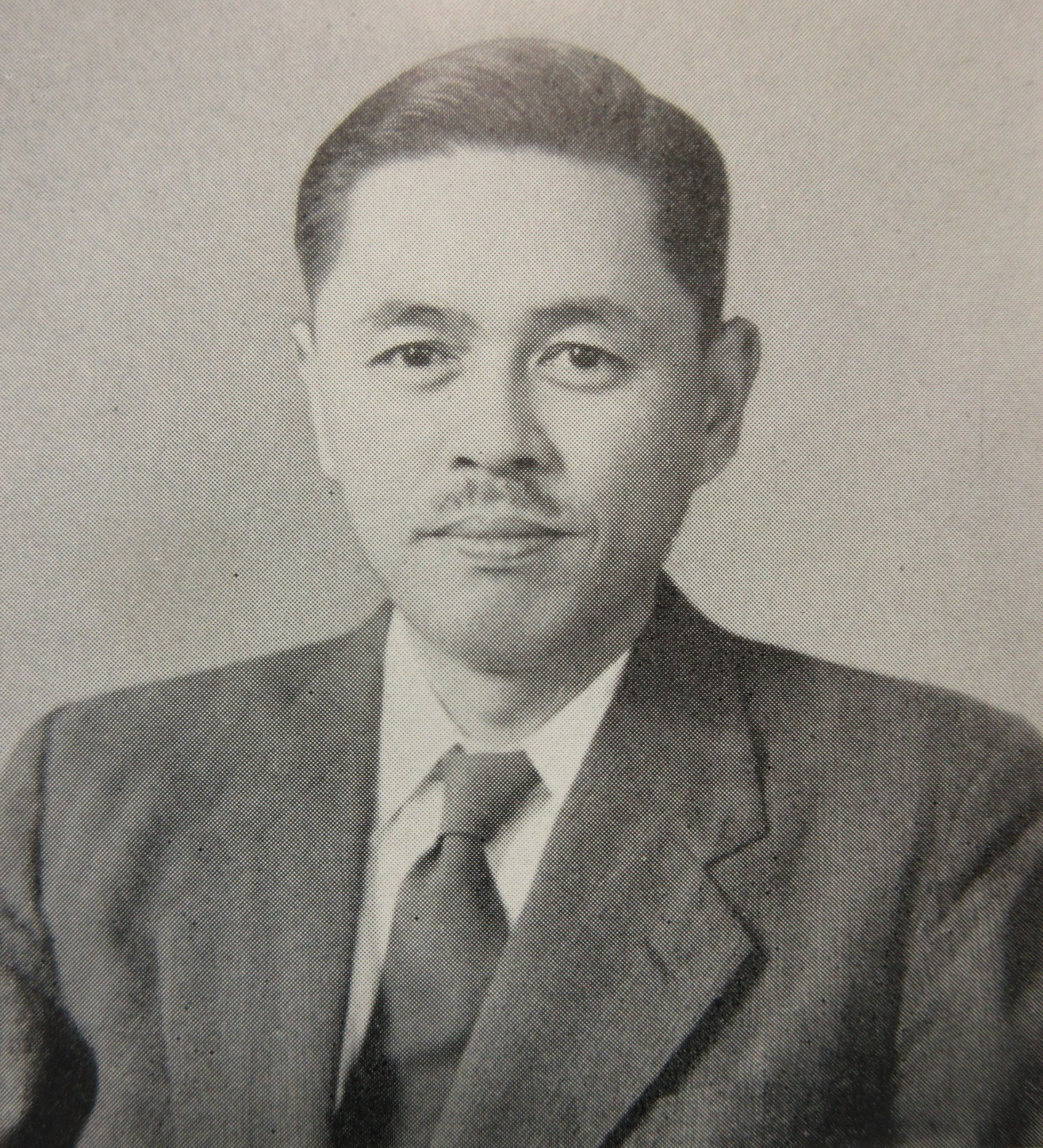

오노 다이이치(일본어: 大野耐一, 1912년 2월 29일 ~ 1990년 5월 28일)는 일본인 산업 기술자이자 사업가였다. 미국에서 린 생산에 영감을 준 토요타 생산 방식의 아버지로 평가된다. 그는 이 시스템의 일부로 7가지 무다(일본어로 '폐기물'을 의미)을 고안했다. "도요타 생산 방식 - 탈규모 경영을 목표로"(トヨタ生産方式―脱規模の経営をめざして―)를 포함하여 시스템에 관한 여러 권의 책을 썼다.

## 일곱 가지 '무다'
오노는 또한 많은 학문적 접근 방식의 핵심이 된 "7가지 무다" 모델을 통해 조직이 폐기물을 식별하는 방식을 개발하는 데 중요한 역할을 했다. 이러한 무다는 다음과 같다.
1. 아무런 가치도 추가되지 않은 채 대기열에서 지연, 대기 또는 시간이 소요된다.
2. 필요한 것보다 더 많이 생산
3. 부가가치가 없는 활동을 과도하게 처리하거나 수행하는 행위
4. 교통
5. 불필요한 움직임이나 동작
6. 재고
7. 제품의 결함

## 같이 보기
- 신고 시게오
- 린 생산